# Ashburnham
Ashburnham é uma vila localizada no condado de Worcester no estado estadounidense de Massachusetts. No Censo de 2010 tinha uma população de 6.081 habitantes e uma densidade populacional de 57,31 pessoas por km².
O nome da localidade é de origem britânica, possivelmente dado pelos colonos fundadores em homenagem ao Conde de Ashburnham, nobre da vila de Pembrey em Gales.
Ashburnham foi fundada em 1736, e oficialmente incorporada  a Província da Baía de Massachusetts em 1765. Originalmente era composta de terras cedidas a oficiais e soldados que participaram de uma expedição em 1690 ao Canadá.

## Geografia
Segundo a Departamento do Censo dos Estados Unidos, Ashburnham tem uma superfície total de 106.11 km², da qual 99.38 km² correspondem a terra firme e (6.34%) 6.73 km² é água.

## Demografia
Segundo o censo de 2010, tinha 6.081 pessoas residindo em Ashburnham. A densidade populacional era de 57,31 hab./km². Dos 6.081 habitantes, Ashburnham estava composto pelo 95.53% brancos, o 0.97% eram afroamericanos, o 0.13% eram amerindios, o 1.17% eram asiáticos, o 0.03% eram insulares do Pacífico, o 0.62% eram de outras raças e o 1.55% pertenciam a duas ou mais raças. Do total da população o 2.55% eram hispanos ou latinos de qualquer raça.